# پورپونکاح
پورپونکاح (به انگلیسی: Porepunkah) یک شهرک در استرالیا است که در ویکتوریا (استرالیا) واقع شده‌است.